# Blandy (Essonne)
Blandy é uma comuna francesa na região administrativa da Ilha de França, no departamento de Essonne. Estende-se por uma área de 7.91 km². Em 2010 a comuna tinha 122 habitantes (densidade: 15,4 hab./km²).